# Iolaus adamsi
Iolaus adamsi är en fjärilsart som beskrevs av Percy I. Lathy 1903. Iolaus adamsi ingår i släktet Iolaus och familjen juvelvingar. Inga underarter finns listade i Catalogue of Life.